# Гриндер (телесериал)
«Гри́ндер», или «Дроби́лка» (англ. The Grinder) — американский ситком, созданный Джеррадом Полом и Эндрю Могелом. Шоу было заказано телеканалом Fox 8 мая 2015 года; премьера состоялась 29 сентября 2015 года. 15 октября 2015 года Fox заказал дополнительные шесть эпизодов первого сезона, а 27 числа того же месяца заказал полный сезон из 22-х серий. 12 мая 2016 года сериал был закрыт после одного сезона.

## Сюжет
Сериал рассказывает о телевизионном актёре Дин Сандерсоне-младшем (Роб Лоу), который возвращается в свой родной город Бойсе, штат Айдахо, после того, как сериал «Гриндер», в котором он много лет играл адвоката, заканчивается. Хотя Дин не является юристом, он считает, что его опыт игры на телевидении делает его пригодным для юридической практики. Он решает работать в юридической фирме семьи «Сандерсон и Яо» к огорчению младшего брата Стюарта (Фред Сэвидж), который является юристом в реальной жизни.

## Актёрский состав

### Основной состав
- Роб Лоу — Дин Сандерсон-младший. Актёр, который долгое время играл адвоката Митча Гриндера в сериале «Гриндер».
- Фред Сэвидж — Стюарт Сандерсон. Брат Дина, который является адвокатом в реальной жизни.
- Мэри Элизабет Эллис — Дебби Сандерсон. Жена Стюарта
- Уильям Дивейн — Дин Сандерсон-старший. Отец Дина и Стюарта и глава юридической фирмы.
- Натали Моралес — Клэр Лакост. Новая сотрудница юридической фирмы «Сандерсон и Яо».
- Хана Хейз — Лиззи Сандерсон, дочь Стюарта и Дебби
- Коннор Калопсис — Итан Сандерсон, сын Стюарта и Дебби

### Второстепенный состав
- Стив Литтл — Тодд, юрист фирмы «Сандерсон и Яо».
- Тимоти Олифант — беллетризированная версия самого себя, актёра сериала «Гриндер: Новый Орлеан».

## Отзывы критиков
«Гриндер» получил в общем положительные отзывы от критиков. На Metacritic сериал имеет 71 балл из ста, что основано на 23-х „в целом положительных“ отзывах критиков. На сайте-агрегаторе Rotten Tomatoes у шоу 93% „свежести“ на основе 53-х рецензиях со средним рейтингом 6,7/10. Критический консенсус сайта гласит: «„Гриндер“ выплывает на юморе Роба Лоу и Фреда Сэвиджа, чья химия делает их забавной странной парочкой».